# Calligrapha mexicana
Calligrapha mexicana es una especie de escarabajo del género Calligrapha, familia Chrysomelidae. Fue descrita científicamente por Stal J.Gómez-Zurita en 1859.
Esta especie se encuentra en América Central.